# Uccelli del Madagascar
Uccelli del Madagascar

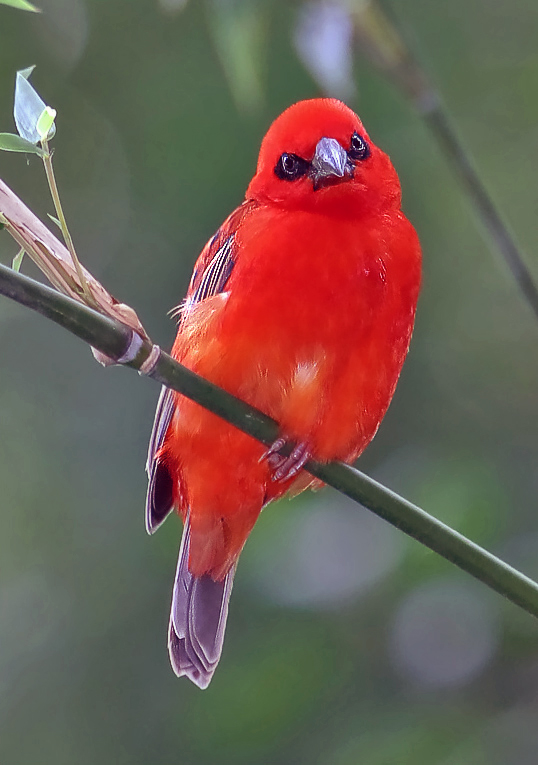
Foudia madagascariensis

In Madagascar sono state descritte quasi 300 differenti specie di uccelli, la maggior parte delle quali nidificanti; 110 specie sono endemiche, cioè presenti esclusivamente sul territorio malgascio; altre specie sono condivise con le vicine isole Comore, Mascarene, Mayotte e Seychelles.
Quattro famiglie di uccelli sono endemiche del Madagascar: Bernieridae, Brachypteraciidae, Leptosomidae e Mesitornithidae.
Questa lista si basa sulla checklist redatta da Morris e Hawkins (1998) ed è aggiornata in base alla classificazione tassonomica (ordini, famiglie) e alla nomenclatura attualmente accettate dal Congresso ornitologico internazionale (aprile 2012).
| In verde |  | sono contrassegnate le specie endemiche. |

Per ogni specie sono fornite informazioni sulla presenza (stanziale, migratrice, svernante, etc.) seguendo la seguente terminologia:
- Accidentale (vagrant, accidental) - specie riscontrata solo occasionalmente in un determinato territorio; in genere si tratta di individui singoli o in numero limitato, spesso sospinti fuori dalle abituali rotte migratorie da particolari situazioni meteorologiche.
- Estiva (migrant breeder) - specie o popolazione migratrice e nidificante in un determinato territorio, nel quale non viene abitualmente effettuato lo svernamento.
- Estivante (non-breeding summer visitor) - specie o popolazione migratrice che si trattiene in un determinato territorio durante il periodo estivo, senza nidificare.
- Introdotta (introduced) - specie introdotta in un determinato territorio dall'uomo
- Migratrice (migratory, migrant) - una specie è considerata migratrice per un determinato territorio quando vi transita senza nidificare o svernare
- Nidificante (breeding) - specie o popolazione che porta regolarmente a termine il ciclo riproduttivo in un determinato territorio.
- Stanziale o sedentaria (resident, sedentary) - specie o popolazione legata per tutto il corso dell'anno a un determinato territorio, dove normalmente viene portato a termine il ciclo riproduttivo.
- Svernante (wintering, winter visitor) - specie o popolazione migratrice che si sofferma a passare l'inverno in un determinato territorio, ripartendo in primavera verso le aree di nidificazione.

Una specie migratrice, svernante o nidificante può inoltre essere:
- regolare (regular) - che si verifica ogni anno
- irregolare (irregular) - che non si verifica ogni anno.

Lo stato di conservazione è indicato in base alla Lista rossa della Unione Internazionale per la Conservazione della Natura (IUCN).

## Anseriformes

### Anatidae
| Specie                  | Nome comune              | Presenza              | Status IUCN |  |
| ----------------------- | ------------------------ | --------------------- | ----------- |  |
| Anas bernieri           | alzavola di Bernier      | nidificante stanziale |             |  |
| Anas erythrorhyncha     | anatra becco rosso       | stanziale             |             |  |
| Anas melleri            | germano di Meller        | nidificante stanziale |             |  |
| Aythya innotata         | moretta del Madagascar   | nidificante stanziale |             |  |
| Dendrocygna bicolor     | dendrocigna fulva        | stanziale             |             |  |
| Dendrocygna viduata     | dendrocigna facciabianca | stanziale             |             |  |
| Nettapus auritus        | oca pigmea africana      | stanziale             |             |  |
| Sarkidiornis melanotos  | oca becco bitorzoluto    | stanziale             |             |  |
| Spatula hottentota      | alzavola ottentotta      | stanziale             |             |  |
| Thalassornis leuconotus | anatra dal dorso bianco  | stanziale, rara       |             |  |

## Galliformes

### Numididae
| Specie           | Nome comune     | Presenza   | Status IUCN |  |
| ---------------- | --------------- | ---------- | ----------- |  |
| Numida meleagris | gallina faraona | introdotta |             |  |

### Phasianidae
| Specie                     | Nome comune            | Presenza              | Status IUCN |  |
| -------------------------- | ---------------------- | --------------------- | ----------- |  |
| Margaroperdix madagarensis | pernice del Madagascar | nidificante stanziale |             |  |
| Coturnix coturnix          | quaglia comune         | stanziale             |             |  |
| Coturnix delegorguei       | quaglia arlecchino     |                       |             |  |

## Sphenisciformes

### Spheniscidae
| Specie              | Nome comune      | Presenza                | Status IUCN |  |
| ------------------- | ---------------- | ----------------------- | ----------- |  |
| Eudyptes chrysocome | eudipte crestato | accidentale, molto rara |             |  |

## Procellariiformes

### Diomedeidae
| Specie                      | Nome comune                  | Presenza          | Status IUCN |  |
| --------------------------- | ---------------------------- | ----------------- | ----------- |  |
| Thalassarche cauta          | albatro cauto                | accidentale, rara |             |  |
| Thalassarche chlororhynchos | albatro beccogiallo          | accidentale, rara |             |  |
| Thalassarche melanophrys    | albatro dai sopraccigli neri | accidentale, rara |             |  |

### Procellariidae
| Specie                | Nome comune          | Presenza                               | Status IUCN |  |
| --------------------- | -------------------- | -------------------------------------- | ----------- |  |
| Ardenna carneipes     | berta piedicarnicini | accidentale, molto rara                |             |  |
| Ardenna pacifica      | berta del Pacifico   | rara, lontano dalle coste              |             |  |
| Bulweria fallax       | berta di Jouanin     | accidentale, molto rara                |             |  |
| Calonectris diomedea  | berta maggiore       | accidentale, molto rara                |             |  |
| Daption capense       | procellaria del capo | migratrice marina, lontano dalle coste |             |  |
| Macronectes giganteus | ossifraga            | migratrice marina, lontano dalle coste |             |  |
| Pachyptila belcheri   | prione beccosottile  | accidentale, rara                      |             |  |
| Pachyptila desolata   | prione antartico     | migratrice marina, lontano dalle coste |             |  |
| Pterodroma baraui     | petrello di Barau    | accidentale, molto rara                |             |  |
| Pterodroma macroptera | petrello aligrandi   |                                        |             |  |
| Pterodroma mollis     | petrello piumoso     | accidentale, molto rara                |             |  |

### Hydrobatidae
| Specie              | Nome comune                         | Presenza                | Status IUCN |  |
| ------------------- | ----------------------------------- | ----------------------- | ----------- |  |
| Oceanites oceanicus | uccello delle tempeste di Wilson    | migratrice regolare     |             |  |
| Pelagodroma marina  | uccello delle tempeste fregata      | accidentale, molto rara |             |  |
| Fregetta grallaria  | uccello delle tempeste ventrebianco | accidentale, molto rara |             |  |
| Fregetta tropica    | uccello delle tempeste ventrenero   |                         |             |  |

## Podicipediformes

### Podicipedidae
| Specie                  | Nome comune             | Presenza  | Status IUCN |  |
| ----------------------- | ----------------------- | --------- | ----------- |  |
| Tachybaptus pelzelnii   | tuffetto del Madagascar | stanziale |             |  |
| Tachybaptus ruficollis  | tuffetto comune         | stanziale |             |  |
| Tachybaptus rufolavatus | tuffetto del Delacour   | estinta   |             |  |

## Phaethontiformes

### Phaethontidae
| Specie              | Nome comune        | Presenza                | Status IUCN |  |
| ------------------- | ------------------ | ----------------------- | ----------- |  |
| Phaethon lepturus   | fetonte codabianca | estiva                  |             |  |
| Phaethon aethereus  | fetonte beccorosso | accidentale, molto rara |             |  |
| Phaethon rubricauda | fetonte codarossa  | estiva                  |             |  |

## Phoenicopteriformes

### Phoenicopteridae
| Specie                | Nome comune          | Presenza                                   | Status IUCN |  |
| --------------------- | -------------------- | ------------------------------------------ | ----------- |  |
| Phoeniconaias minor   | fenicottero minore   | migratrice irregolare                      |             |  |
| Phoenicopterus roseus | fenicottero maggiore | migratrice regolare, raramente nidificante |             |  |

## Ciconiiformes

### Ciconiidae
| Specie                 | Nome comune         | Presenza  | Status IUCN |  |
| ---------------------- | ------------------- | --------- | ----------- |  |
| Mycteria ibis          | tantalo beccogiallo | stanziale |             |  |
| Anastomus lamelligerus | anastomo africano   | stanziale |             |  |

## Pelecaniformes

### Pelecanidae
| Specie              | Nome comune      | Presenza          | Status IUCN |  |
| ------------------- | ---------------- | ----------------- | ----------- |  |
| Pelecanus rufescens | pellicano grigio | accidentale, rara |             |  |

### Ardeidae
| Specie                | Nome comune            | Presenza                | Status IUCN |  |
| --------------------- | ---------------------- | ----------------------- | ----------- |  |
| Ixobrychus minutus    | tarabusino             | nidificante             |             |  |
| Nycticorax nycticorax | nitticora              | stanziale               |             |  |
| Ardeola ralloides     | sgarza ciuffetto       | stanziale               |             |  |
| Ardeola idae          | sgarza del Madagascar  | estiva                  |             |  |
| Bubulcus ibis         | airone guardabuoi      | stanziale               |             |  |
| Butorides striata     | airone striato         | stanziale               |             |  |
| Egretta ardesiaca     | airone nero            | stanziale               |             |  |
| Egretta dimorpha      | garzetta dimorfica     | stanziale               |             |  |
| Ardea alba            | airone bianco maggiore | stanziale               |             |  |
| Ardea purpurea        | airone rosso           | stanziale               |             |  |
| Ardea cinerea         | airone cenerino        | stanziale               |             |  |
| Ardea melanocephala   | airone testanera       | accidentale, molto rara |             |  |
| Ardea humbloti        | airone di Humblot      | stanziale               |             |  |
| Ardea goliath         | airone golia           | accidentale, molto rara |             |  |

### Threskiornithidae
| Specie                | Nome comune               | Presenza              | Status IUCN |  |
| --------------------- | ------------------------- | --------------------- | ----------- |  |
| Threskiornis bernieri | ibis sacro del Madagascar | stanziale, rara       |             |  |
| Plegadis falcinellus  | mignattaio                | stanziale             |             |  |
| Lophotibis cristata   | ibis crestato di foresta  | nidificante stanziale |             |  |
| Platalea alba         | spatola africana          | stanziale, rara       |             |  |

### Scopidae
| Specie          | Nome comune | Presenza  | Status IUCN |  |
| --------------- | ----------- | --------- | ----------- |  |
| Scopus umbretta | umbretta    | stanziale |             |  |

## Suliformes

### Sulidae
| Specie           | Nome comune     | Presenza                | Status IUCN |  |
| ---------------- | --------------- | ----------------------- | ----------- |  |
| Sula dactylatra  | sula mascherata | accidentale, molto rara |             |  |
| Sula leucogaster | sula fosca      | estiva                  |             |  |
| Sula sula        | sula piedirossi |                         |             |  |

### Phalacrocoracidae
| Specie               | Nome comune        | Presenza  | Status IUCN |  |
| -------------------- | ------------------ | --------- | ----------- |  |
| Microcarbo africanus | cormorano africano | stanziale |             |  |

### Anhingidae
| Specie       | Nome comune     | Presenza  | Status IUCN |  |
| ------------ | --------------- | --------- | ----------- |  |
| Anhinga rufa | aninga africana | stanziale |             |  |

### Fregatidae
| Specie        | Nome comune      | Presenza | Status IUCN |  |
| ------------- | ---------------- | -------- | ----------- |  |
| Fregata minor | fregata maggiore |          |             |  |
| Fregata ariel | fregata minore   |          |             |  |

## Accipitriformes

### Accipitridae
| Specie                     | Nome comune                          | Presenza              | Status IUCN |  |
| -------------------------- | ------------------------------------ | --------------------- | ----------- |  |
| Accipiter francesiae       | sparviero di Frances                 | nidificante stanziale |             |  |
| Accipiter henstii          | astore di Henst                      | nidificante stanziale |             |  |
| Accipiter madagascariensis | sparviero del Madagascar             | nidificante stanziale |             |  |
| Aviceda madagascariensis   | baza del Madagascar                  | nidificante stanziale |             |  |
| Buteo brachypterus         | poiana del Madagascar                | nidificante stanziale |             |  |
| Circus macrosceles         | albanella del Madagascar             | nidificante stanziale |             |  |
| Elanus caeruleus           | nibbio bianco                        | accidentale           |             |  |
| Eutriorchis astur          | aquila serpentaria del Madagascar    | nidificante stanziale |             |  |
| Haliaeetus vociferoides    | aquila pescatrice del Madagascar     | nidificante stanziale |             |  |
| Macheiramphus alcinus      | sparviero dei pipistrelli            | stanziale             |             |  |
| Milvus aegyptius           | nibbio beccogiallo                   | stanziale             |             |  |
| Polyboroides radiatus      | sparviero serpentario del Madagascar | nidificante stanziale |             |  |

### Pandionidae
| Specie            | Nome comune     | Presenza          | Status IUCN |  |
| ----------------- | --------------- | ----------------- | ----------- |  |
| Pandion haliaetus | falco pescatore | accidentale, rara |             |  |

## Falconiformes

### Falconidae
| Specie            | Nome comune        | Presenza              | Status IUCN |  |
| ----------------- | ------------------ | --------------------- | ----------- |  |
| Falco newtoni     | gheppio malgascio  | stanziale             |             |  |
| Falco zoniventris | gheppio fasciato   | nidificante stanziale |             |  |
| Falco eleonorae   | falco della regina | svernante             |             |  |
| Falco concolor    | falco fuligginoso  | svernante             |             |  |
| Falco peregrinus  | falco pellegrino   | stanziale, rara       |             |  |

## Gruiformes

### Rallidae
| Specie                     | Nome comune                | Presenza              | Status IUCN |  |
| -------------------------- | -------------------------- | --------------------- | ----------- |  |
| Amaurornis olivieri        | schiribilla di Oliver      | nidificante stanziale |             |  |
| Dryolimnas cuvieri         | rallo dalla coda bianca    | nidificante stanziale |             |  |
| Fulica cristata            | folaga crestata            | nidificante stanziale |             |  |
| Gallinula chloropus        | gallinella d'acqua         | nidificante stanziale |             |  |
| Porzana pusilla            | schiribilla di Baillon     | stanziale             |             |  |
| Porphyrio porphyrio        | pollo sultano viola        | stanziale             |             |  |
| Porphyrio alleni           | gallinella di Allen        | stanziale             |             |  |
| Porphyrio madagascariensis | pollo sultano africano     | stanziale             |             |  |
| Rallus madagascariensis    | porciglione del Madagascar | nidificante stanziale |             |  |

### Sarothruridae
| Specie                | Nome comune          | Presenza              | Status IUCN |  |
| --------------------- | -------------------- | --------------------- | ----------- |  |
| Mentocrex kioloides   | rallo golabianca     | nidificante stanziale |             |  |
| Mentocrex beankaensis | rallo degli tsingy   | nidificante stanziale |             |  |
| Sarothrura insularis  | rallo del Madagascar | nidificante stanziale |             |  |
| Sarothrura watersi    | rallo di Waters      | nidificante stanziale |             |  |

## Mesitornithiformes

### Mesitornithidae
| Specie                | Nome comune             | Presenza              | Status IUCN |  |
| --------------------- | ----------------------- | --------------------- | ----------- |  |
| Mesitornis unicolor   | mesena bruna            | nidificante stanziale |             |  |
| Mesitornis variegatus | mesena dal petto bianco | nidificante stanziale |             |  |
| Monias benschi        | monia di Bensch         | nidificante stanziale |             |  |

## Charadriiformes

### Charadriidae
| Specie                   | Nome comune                                 | Presenza                | Status IUCN |  |
| ------------------------ | ------------------------------------------- | ----------------------- | ----------- |  |
| Charadrius hiaticula     | corriere grosso                             | estivante               |             |  |
| Charadrius pecuarius     | corriere di Kittlitz                        | nidificante stanziale   |             |  |
| Charadrius thoracicus    | corriere fasciato o corriere del Madagascar | nidificante stanziale   |             |  |
| Charadrius tricollaris   | corriere dai tre collari                    | nidificante stanziale   |             |  |
| Charadrius marginatus    | corriere marginato                          | nidificante stanziale   |             |  |
| Charadrius mongolus      | corriere della Mongolia                     | estivante               |             |  |
| Charadrius leschenaultii | corriere di Leschenault                     | estivante               |             |  |
| Pluvialis fulva          | piviere dorato del Pacifico                 | accidentale, molto rara |             |  |
| Pluvialis squatarola     | pivieressa                                  | estivante               |             |  |

### Dromadidae
| Specie         | Nome comune | Presenza                    | Status IUCN |  |
| -------------- | ----------- | --------------------------- | ----------- |  |
| Dromas ardeola | droma       | migratrice, non nidificante |             |  |

### Recurvirostridae
| Specie                 | Nome comune        | Presenza                | Status IUCN |  |
| ---------------------- | ------------------ | ----------------------- | ----------- |  |
| Himantopus himantopus  | cavaliere d'Italia | stanziale               |             |  |
| Recurvirostra avosetta | avocetta           | accidentale, molto rara |             |  |

### Jacanidae
| Specie                  | Nome comune           | Presenza              | Status IUCN |  |
| ----------------------- | --------------------- | --------------------- | ----------- |  |
| Actophilornis albinucha | jacana del Madagascar | nidificante stanziale |             |  |

### Scolopacidae
| Specie                 | Nome comune              | Presenza              | Status IUCN |  |
| ---------------------- | ------------------------ | --------------------- | ----------- |  |
| Gallinago macrodactyla | beccacino del Madagascar | nidificante stanziale |             |  |
| Limosa limosa          | pittima reale            | accidentale           |             |  |
| Limosa lapponica       | pittima minore           | stanziale             |             |  |
| Numenius phaeopus      | chiurlo piccolo          | stanziale             |             |  |
| Numenius arquata       | chiurlo maggiore         | migratrice            |             |  |
| Tringa stagnatilis     | albastrello              | stanziale             |             |  |
| Tringa nebularia       | pantana comune           | stanziale             |             |  |
| Tringa ochropus        | piro-piro culbianco      | accidentale           |             |  |
| Tringa glareola        | piro-piro boschereccio   |                       |             |  |
| Xenus cinereus         | piro-piro terek          |                       |             |  |
| Actitis hypoleucos     | piro-piro piccolo        |                       |             |  |
| Arenaria interpres     | voltapietre              |                       |             |  |
| Calidris alba          | piovanello tridattilo    |                       |             |  |
| Calidris minuta        | gambecchio comune        |                       |             |  |
| Calidris ferruginea    | piovanello comune        |                       |             |  |
| Philomachus pugnax     | combattente              | accidentale           |             |  |

### Turnicidae
| Specie             | Nome comune                       | Presenza             | Status IUCN |  |
| ------------------ | --------------------------------- | -------------------- | ----------- |  |
| Turnix nigricollis | quaglia tridattila del Madagascar | nidifcante stanziale |             |  |

### Glareolidae
| Specie            | Nome comune                    | Presenza    | Status IUCN |  |
| ----------------- | ------------------------------ | ----------- | ----------- |  |
| Glareola ocularis | pernice di mare del Madagascar | nidificante |             |  |

### Rostratulidae
| Specie                  | Nome comune      | Presenza    | Status IUCN |  |
| ----------------------- | ---------------- | ----------- | ----------- |  |
| Rostratula benghalensis | beccaccia dorata | nidificante |             |  |

### Laridae
| Specie                        | Nome comune            | Presenza | Status IUCN |  |
| ----------------------------- | ---------------------- | -------- | ----------- |  |
| Larus dominicanus             | zafferano meridionale  |          |             |  |
| Chroicocephalus cirrocephalus | gabbiano testagrigia   |          |             |  |
| Gelochelidon nilotica         | sterna zampenere       |          |             |  |
| Hydroprogne caspia            | sterna maggiore        |          |             |  |
| Thalasseus bergii             | sterna crestata        |          |             |  |
| Thalasseus bengalensis        | sterna del Ruppel      |          |             |  |
| Thalasseus sandvicensis       | beccapesci             |          |             |  |
| Sterna sumatrana              | sterna nucanera        |          |             |  |
| Sterna dougallii              | sterna di Dougall      |          |             |  |
| Sterna hirundo                | sterna comune          |          |             |  |
| Onychoprion anaethetus        | sterna dalle redini    |          |             |  |
| Onychoprion fuscatus          | sterna fuligginosa     |          |             |  |
| Sternula saundersi            | fraticello di Saunders |          |             |  |
| Sternula balaenarum           | sterna di Damara       |          |             |  |
| Chlidonias hybridus           | mignattino piombato    |          |             |  |
| Chlidonias niger              | mignattino             |          |             |  |
| Chlidonias leucopterus        | mignattino alibianche  |          |             |  |
| Anous stolidus                | sterna stolida bruna   |          |             |  |
| Anous tenuirostris            | sterna stolida minore  |          |             |  |
| Gygis alba                    | sterna bianca          |          |             |  |

### Stercorariidae
| Specie                   | Nome comune           | Presenza    | Status IUCN |  |
| ------------------------ | --------------------- | ----------- | ----------- |  |
| Stercorarius antarcticus | stercorario antartico | accidentale |             |  |
| Stercorarius longicaudus | labbo codalunga       |             |             |  |
| Stercorarius parasiticus | labbo                 |             |             |  |
| Stercorarius pomarinus   | stercorario mezzano   |             |             |  |

## Pterocliformes

### Pteroclidae
| Specie               | Nome comune             | Presenza              | Status IUCN |  |
| -------------------- | ----------------------- | --------------------- | ----------- |  |
| Pterocles personatus | grandule del Madagascar | nidificante stanziale |             |  |

## Columbiformes

### Columbidae
| Specie                       | Nome comune                    | Presenza              | Status IUCN |  |
| ---------------------------- | ------------------------------ | --------------------- | ----------- |  |
| Alectroenas madagascariensis | colomba azzurra del Madagascar | nidificante stanziale |             |  |
| Columba livia                | piccione selvatico occidentale | specie introdotta     |             |  |
| Nesoenas picturatus          | tortora del Madagascar         |                       |             |  |
| Oena capensis                | tortora maschera di ferro      |                       |             |  |
| Treron australis             | piccione verde del Madagascar  |                       |             |  |

## Cuculiformes

### Cuculidae
| Specie                | Nome comune                                | Presenza              | Status IUCN |  |
| --------------------- | ------------------------------------------ | --------------------- | ----------- |  |
| Centropus toulou      | cuculo fagiano del Madagascar              | nidificante stanziale |             |  |
| Coua caerulea         | cua azzurro                                | nidificante stanziale |             |  |
| Coua gigas            | cua gigante                                | nidificante stanziale |             |  |
| Coua coquereli        | cua di Coquerel                            | nidificante stanziale |             |  |
| Coua cursor           | cua corridore                              | nidificante stanziale |             |  |
| Coua serriana         | cua pettorosso                             | nidificante stanziale |             |  |
| Coua reynaudii        | cua fronterossa o cua di Reynaud           | nidificante stanziale |             |  |
| Coua ruficeps         | cua capirosso o cua dalla corona rossiccia | nidificante stanziale |             |  |
| Coua cristata         | cua crestato                               | nidificante stanziale |             |  |
| Coua verreauxi        | cua di Verreaux                            | nidificante stanziale |             |  |
| Cuculus rochii        | cuculo del Madagascar                      | nidificante stanziale |             |  |
| Pachycoccyx audeberti | cuculo di Audebert                         | nidificante stanziale |             |  |

## Strigiformes

### Tytonidae
| Specie         | Nome comune                | Presenza              | Status IUCN |  |
| -------------- | -------------------------- | --------------------- | ----------- |  |
| Tyto soumagnei | barbagianni del Madagascar | nidificante stanziale |             |  |
| Tyto alba      | barbagianni comune         |                       |             |  |

### Strigidae
| Specie                | Nome comune                      | Presenza              | Status IUCN |  |
| --------------------- | -------------------------------- | --------------------- | ----------- |  |
| Asio capensis         | gufo di palude africano          |                       |             |  |
| Asio madagascariensis | gufo del Madagascar              | nidificante stanziale |             |  |
| Otus madagascariensis | assiolo torotoroka               | nidificante stanziale |             |  |
| Otus rutilus          | assiolo malgascio                | nidificante stanziale |             |  |
| Ninox superciliaris   | civetta sparviero del Madagascar |                       |             |  |

## Caprimulgiformes

### Caprimulgidae
| Specie                       | Nome comune                | Presenza              | Status IUCN |  |
| ---------------------------- | -------------------------- | --------------------- | ----------- |  |
| Gactornis enarratus          | succiacapre dal collare    | nidificante stanziale |             |  |
| Caprimulgus madagascariensis | succiacapre del Madagascar | nidificante stanziale |             |  |

## Apodiformes

### Apodidae
| Specie                | Nome comune                        | Presenza  | Status IUCN |  |
| --------------------- | ---------------------------------- | --------- | ----------- |  |
| Apus affinis          | rondone minore                     | stanziale |             |  |
| Apus balstoni         | rondone del Madagascar             | stanziale |             |  |
| Cypsiurus parvus      | rondone delle palme africano       | stanziale |             |  |
| Tachymarptis melba    | rondone maggiore                   | stanziale |             |  |
| Zoonavena grandidieri | rondone codaspinosa del Madagascar | stanziale |             |  |

## Coraciiformes

### Alcedinidae
| Specie                       | Nome comune                               | Presenza              | Status IUCN |  |
| ---------------------------- | ----------------------------------------- | --------------------- | ----------- |  |
| Corythornis vintsioides      | martin pescatore malachite del Madagascar | nidificante stanziale |             |  |
| Corythornis madagascariensis | martin pescatore pigmeo del Madagascar    | nidificante stanziale |             |  |

### Meropidae
| Specie               | Nome comune         | Presenza                | Status IUCN |  |
| -------------------- | ------------------- | ----------------------- | ----------- |  |
| Merops superciliosus | gruccione di Persia |                         |             |  |
| Merops apiaster      | gruccione comune    | accidentale, molto rara |             |  |

### Coraciidae
| Specie               | Nome comune        | Presenza | Status IUCN |  |
| -------------------- | ------------------ | -------- | ----------- |  |
| Eurystomus glaucurus | euristomo africano |          |             |  |

### Brachypteraciidae
| Specie                     | Nome comune                          | Presenza              | Status IUCN |  |
| -------------------------- | ------------------------------------ | --------------------- | ----------- |  |
| Atelornis crossleyi        | ghiandaia marina di Crossley         | nidificante stanziale |             |  |
| Atelornis pittoides        | ghiandaia marina pitta               | nidificante stanziale |             |  |
| Brachypteracias leptosomus | ghiandaia marina terricola           | nidificante stanziale |             |  |
| Geobiastes squamiger       | ghiandaia marina terricola squamosa  | nidificante stanziale |             |  |
| Uratelornis chimaera       | ghiandaia marina terricola codalunga | nidificante stanziale |             |  |

## Leptosomiformes

### Leptosomidae
| Specie              | Nome comune          | Presenza              | Status IUCN |  |
| ------------------- | -------------------- | --------------------- | ----------- |  |
| Leptosomus discolor | curol del Madagascar | nidificante stanziale |             |  |

## Bucerotiformes

### Upupidae
| Specie          | Nome comune          | Presenza              | Status IUCN |  |
| --------------- | -------------------- | --------------------- | ----------- |  |
| Upupa marginata | upupa del Madagascar | nidificante stanziale |             |  |

## Psittaciformes

### Psittaculidae
| Specie           | Nome comune                 | Presenza              | Status IUCN |  |
| ---------------- | --------------------------- | --------------------- | ----------- |  |
| Agapornis canus  | inseparabile del Madagascar | nidificante stanziale |             |  |
| Coracopsis nigra | vasa minore                 | nidificante stanziale |             |  |
| Coracopsis vasa  | vasa maggiore               | nidificante stanziale |             |  |

## Passeriformes

### Bernieridae
| Specie                         | Nome comune             | Presenza              | Status IUCN |  |
| ------------------------------ | ----------------------- | --------------------- | ----------- |  |
| Bernieria madagascariensis     | tetraka del Madagascar  | nidificante stanziale |             |  |
| Crossleyia xanthophrys         | garrulo orecchie gialle | nidificante stanziale |             |  |
| Cryptosylvicola randrianasoloi | silvicola criptica      | nidificante stanziale |             |  |
| Hartertula flavoviridis        | jery codacuneata        | nidificante stanziale |             |  |
| Oxylabes madagascariensis      | garrulo del Madagascar  | nidificante stanziale |             |  |
| Randia pseudozosterops         | bigia marvantsetra      | nidificante stanziale |             |  |
| Thamnornis chloropetoides      | kritika                 | nidificante stanziale |             |  |
| Xanthomixis zosterops          | tetraka beccocorto      | nidificante stanziale |             |  |
| Xanthomixis apperti            | tetraka di Appert       | nidificante stanziale |             |  |
| Xanthomixis tenebrosus         | tetraka bruno           | nidificante stanziale |             |  |
| Xanthomixis cinereiceps        | bulbul corona grigia    | nidificante stanziale |             |  |

### Eurylaimidae
| Specie                 | Nome comune                   | Presenza              | Status IUCN |  |
| ---------------------- | ----------------------------- | --------------------- | ----------- |  |
| Philepitta castanea    | asite di velluto              | nidificante stanziale |             |  |
| Philepitta schlegeli   | asite di Schlegel             | nidificante stanziale |             |  |
| Neodrepanis coruscans  | falsa nettarinia caruncolata  | nidificante stanziale |             |  |
| Neodrepanis hypoxantha | falsa nettarinia ventregiallo | nidificante stanziale |             |  |

### Vangidae
| Specie                       | Nome comune              | Presenza              | Status IUCN |  |
| ---------------------------- | ------------------------ | --------------------- | ----------- |  |
| Artamella viridis            | vanga testabianca        | nidificante stanziale |             |  |
| Calicalicus madagascariensis | vanga codarossa          | nidificante stanziale |             |  |
| Calicalicus rufocarpalis     | vanga spallerosse        | nidificante stanziale |             |  |
| Cyanolanius madagascarinus   | vanga azzurro            | nidificante stanziale |             |  |
| Euryceros prevostii          | vanga dall'elmo          | nidificante stanziale |             |  |
| Falculea palliata            | vanga beccodifalce       | nidificante stanziale |             |  |
| Hypositta corallirostris     | ipositta beccodicorallo  | nidificante stanziale |             |  |
| Leptopterus chabert          | vanga di Chabert         | nidificante stanziale |             |  |
| Mystacornis crossleyi        | garrulo di Crossley      | nidificante stanziale |             |  |
| Newtonia amphichroa          | newtonia di Tulear       | nidificante stanziale |             |  |
| Newtonia brunneicauda        | newtonia comune          | nidificante stanziale |             |  |
| Newtonia archboldi           | newtonia di Tabity       | nidificante stanziale |             |  |
| Newtonia fanovanae           | newtonia di Fanovana     | nidificante stanziale |             |  |
| Oriolia bernieri             | vanga di Bernier         | nidificante stanziale |             |  |
| Pseudobias wardi             | pigliamosche di Ward     | nidificante stanziale |             |  |
| Schetba rufa                 | vanga rossiccio          | nidificante stanziale |             |  |
| Tylas eduardi                | vanga dalla testa nera   | nidificante stanziale |             |  |
| Vanga curvirostris           | vanga dal becco uncinato | nidificante stanziale |             |  |
| Xenopirostris xenopirostris  | vanga di Lafresnaye      | nidificante stanziale |             |  |
| Xenopirostris polleni        | vanga di Pollen          | nidificante stanziale |             |  |
| Xenopirostris damii          | vanga di Van Dam         | nidificante stanziale |             |  |

### Campephagidae
| Specie              | Nome comune             | Presenza              | Status IUCN |  |
| ------------------- | ----------------------- | --------------------- | ----------- |  |
| Ceblepyris cinereus | coracina del Madagascar | nidificante stanziale |             |  |

### Oriolidae
| Specie          | Nome comune | Presenza    | Status IUCN |  |
| --------------- | ----------- | ----------- | ----------- |  |
| Oriolus oriolus | rigogolo    | accidentale |             |  |

### Dicruridae
| Specie              | Nome comune     | Presenza              | Status IUCN |  |
| ------------------- | --------------- | --------------------- | ----------- |  |
| Dicrurus forficatus | drongo crestato | nidificante stanziale |             |  |

### Monarchidae
| Specie             | Nome comune                 | Presenza  | Status IUCN |  |
| ------------------ | --------------------------- | --------- | ----------- |  |
| Terpsiphone mutata | pigliamosche del Madagascar | stanziale |             |  |

### Corvidae
| Specie       | Nome comune       | Presenza  | Status IUCN |  |
| ------------ | ----------------- | --------- | ----------- |  |
| Corvus albus | corvo pettobianco | stanziale |             |  |

### Alaudidae
| Specie           | Nome comune             | Presenza              | Status IUCN |  |
| ---------------- | ----------------------- | --------------------- | ----------- |  |
| Eremopterix hova | allodola del Madagascar | nidificante stanziale |             |  |

### Hirundinidae
| Specie             | Nome comune              | Presenza | Status IUCN |  |
| ------------------ | ------------------------ | -------- | ----------- |  |
| Phedina borbonica  | topino delle Mascarene   |          |             |  |
| Riparia paludicola | topino disadorno         |          |             |  |
| Riparia riparia    | topino o rondine riparia |          |             |  |
| Hirundo rustica    | rondine comune           |          |             |  |

### Pycnonotidae
| Specie                      | Nome comune           | Presenza              | Status IUCN |  |
| --------------------------- | --------------------- | --------------------- | ----------- |  |
| Hypsipetes madagascariensis | bulbul del Madagascar | nidificante stanziale |             |  |

### Locustellidae
| Specie               | Nome comune                       | Presenza              | Status IUCN |  |
| -------------------- | --------------------------------- | --------------------- | ----------- |  |
| Bradypterus brunneus | forapaglie codabruna              | nidificante stanziale |             |  |
| Bradypterus seebohmi | forapaglie codapiumosa di Seebohm | nidificante stanziale |             |  |

### Acrocephalidae
| Specie               | Nome comune              | Presenza              | Status IUCN |  |
| -------------------- | ------------------------ | --------------------- | ----------- |  |
| Acrocephalus newtoni | cannaiola del Madagascar | nidificante stanziale |             |  |
| Nesillas typica      | cantore di Tsikirity     | nidificante stanziale |             |  |
| Nesillas lantzii     | nesilla del deserto      | nidificante stanziale |             |  |

### Muscicapidae
| Specie                   | Nome comune                | Presenza              | Status IUCN |  |
| ------------------------ | -------------------------- | --------------------- | ----------- |  |
| Copsychus albospecularis | merlo gazza del Madagascar | nidificante stanziale |             |  |
| Monticola sharpei        | codirossone di foresta     | nidificante stanziale |             |  |
| Monticola imerina        | codirossone litoraneo      | nidificante stanziale |             |  |
| Oenanthe oenanthe        | culbianco                  | accidentale, rara     |             |  |
| Saxicola sibilla         | saltimpalo del Madagascar  | nidificante stanziale |             |  |

### Cisticolidae
| Specie               | Nome comune                  | Presenza              | Status IUCN |  |
| -------------------- | ---------------------------- | --------------------- | ----------- |  |
| Cisticola cherina    | beccamoschino del Madagascar | nidificante stanziale |             |  |
| Neomixis striatigula | jery golastriata             | nidificante stanziale |             |  |
| Neomixis tenella     | jery del nord                | nidificante stanziale |             |  |
| Neomixis viridis     | jery verde del sud           | nidificante stanziale |             |  |

### Sturnidae
| Specie               | Nome comune           | Presenza              | Status IUCN |  |
| -------------------- | --------------------- | --------------------- | ----------- |  |
| Creatophora cinerea  | storno caruncolato    | accidentale, rara     |             |  |
| Acridotheres tristis | maina comune          | specie introdotta     |             |  |
| Hartlaubius auratus  | storno del Madagascar | nidificante stanziale |             |  |

### Nectariniidae
| Specie             | Nome comune             | Presenza              | Status IUCN |  |
| ------------------ | ----------------------- | --------------------- | ----------- |  |
| Cinnyris notatus   | nettarinia marcata      | nidificante stanziale |             |  |
| Cinnyris sovimanga | nettarinia di Souimanga | nidificante stanziale |             |  |

### Motacillidae
| Specie                 | Nome comune              | Presenza              | Status IUCN |  |
| ---------------------- | ------------------------ | --------------------- | ----------- |  |
| Motacilla flaviventris | ballerina del Madagascar | nidificante stanziale |             |  |

### Passeridae
| Specie            | Nome comune       | Presenza          | Status IUCN |  |
| ----------------- | ----------------- | ----------------- | ----------- |  |
| Passer domesticus | passero domestico | specie introdotta |             |  |

### Zosteropidae
| Specie                   | Nome comune               | Presenza              | Status IUCN |  |
| ------------------------ | ------------------------- | --------------------- | ----------- |  |
| Zosterops maderaspatanus | occhialino del Madagascar | nidificante stanziale |             |  |

### Ploceidae
| Specie                  | Nome comune                | Presenza              | Status IUCN |  |
| ----------------------- | -------------------------- | --------------------- | ----------- |  |
| Ploceus nelicourvi      | tessitore di Nelicourvi    | nidificante stanziale |             |  |
| Ploceus sakalava        | tessitore di Sakalava      | nidificante stanziale |             |  |
| Foudia madagascariensis | tessitore fiammante        | nidificante stanziale |             |  |
| Foudia omissa           | tessitore rosso di foresta | nidificante stanziale |             |  |

### Estrildidae
| Specie           | Nome comune             | Presenza              | Status IUCN |  |
| ---------------- | ----------------------- | --------------------- | ----------- |  |
| Estrilda astrild | astrilde comune         | introdotta            |             |  |
| Lemuresthes nana | diamante del Madagascar | nidificante stanziale |             |  |